# Urbano V
Urbano V (Le Pont-de-Montvert, 1310-Aviñón, 19 de diciembre de 1370) fue el papa 200.º de la Iglesia católica de 1362 a 1370 y sexto papa del pontificado de Aviñón.

## Orígenes y formación
Nacido Guillaume de Grimoard, era el hijo mayor de Guillaume II de Grimoard, señor de Grizac, y Amphélise de Sabran, señora de Montferrand.
En 1322 se traslada a Montpellier para realizar estudios de Derecho canónico y más tarde, continuaría sus estudios en Derecho civil en Toulouse.

## Carrera eclesiástica

### Monje
En 1335, al finalizar sus estudios, ingresó en la orden benedictina realizando el noviciado en el monasterio de Chirac donde, tras una estancia en Marsella, fue ordenado sacerdote.
A continuación, pasó a la Universidad de Montpellier, donde como profesor se convierte en un renombrado especialista en Derecho recibiendo el doctorado en 1342.
En 1349 es nombrado vicario general por el obispo de Clermont. En 1352, el papa Clemente VI lo pone al frente de la Abadía de San German de Auxerre donde permanecerá hasta 1361, cuando Inocencio VI lo nombra abad de San Víctor.

### Diplomático
La carrera diplomática del futuro Urbano V se inicia en 1352, cuando el papa Clemente VI le encarga solucionar el conflicto abierto con Giovanni Visconti quien, como arzobispo de Milán quiso poner a la ciudad de Bolonia bajo el poder de su familia y que supuso una derrota de los ejércitos pontificios. La actuación de Guillaume de Grimoard permitió que la poderosa familia reconociera los derechos de la Iglesia sobre Bolonia a cambio de que el papa cediera dicha ciudad y pagara un tributo anual. Posteriormente, ya bajo el papado de Inocencio VI, volvería a intervenir en una misión análoga, cuando el sobrino de Giovanni, Bernabé Visconti, inició su política expansionista.

## Papado

### Elección
Tras la muerte de Inocencio VI, el 22 de septiembre de 1362 se inicia el cónclave para elegir a su sucesor en la ciudad de Aviñón. En una primera votación es elegido el cardenal Hugues Roger, hermano de Clemente VI, quien rechaza el nombramiento.
Tras una segunda ronda de votaciones que no logra alcanzar la mayoría de votos necesaria, es elegido el 28 de septiembre, en la tercera de votación, Guillaume de Grimoard quien, al no ser cardenal, no participaba en el cónclave.
El futuro papa es inmediatamente reclamado para que abandonara Nápoles, donde se encontraba en misión diplomática. Tras una travesía por mar que le deja en Marsella, llega a Aviñón donde tras ser ordenado obispo es coronado papa el 6 de noviembre.

### Retorno a Roma
El objetivo principal de su pontificado fue volver a fijar la sede pontificia en la ciudad de Roma, condición que la Ciudad Eterna había perdido desde que, en 1309, Clemente V la había fijado en Aviñón.
Si la Santa Sede quería salvar la unidad de la Iglesia contra las nacientes herejías, y frente al pujante nacionalismo de los Estados europeos que estaban surgiendo, debía retornar a su centro natural e histórico: Roma. La empresa, en verdad, no era en manera alguna fácil. En la Ciudad Eterna unos partidarios políticos suplantaban a sus rivales, sin otras miras que las de saciar su odio irreconciliable y sus egoísmos familiares. Las ciudades de los Estados pontificios se combatían sin descanso por idénticos o parecidos motivos.
La situación de caos y desorden que había provocado el abandono de Roma como sede papal había comenzado a cambiar con el establecimiento, en 1360, de una nueva constitución apoyada por la nobleza romana y por una recién creada milicia popular, la Societas Balestriorum Félix y Pavesotarum.
Todas las naciones cristianas, menos Francia, querían que el papa regresara a su sede en la ciudad eterna, entre ellos se encuentran el emperador Carlos IV, quien viajó en persona a Aviñón en 1365 para pedirle al papa su regreso a Roma; Petrarca que en 1366 había enviado una carta de petición con el nombre de la viuda Roma en señal de que su esposo, el papa, se había marchado y la había dejado sola; y santa Brígida de Suecia quien continuamente se lamentaba de la situación inaceptable en la que se encontraba la curia romana.
A pesar de la negativa del rey de Francia y de los cardenales franceses, el 16 de octubre de 1367, Urbano V se puso en camino hacia Roma. En Viterbo lo recibió el cardenal Gil Álvarez de Albornoz quien desde 1353, actuando como legado papal en Italia, había conseguido restablecer la soberanía papal sobre los Estados Pontificios. Sin embargo no pudo acompañarle en su entrada en Roma dado que falleció en Viterbo el 24 de agosto de 1367. El papa fue recibido solemnemente por los dos emperadores Carlos IV de occidente y Juan V Paleólogo de oriente.

### Jefe supremo de la Iglesia
Urbano se estableció en el Vaticano, pobremente adecentado, que será en adelante la residencia habitual de los papas; y en seguida comenzó a desplegar su actividad de reformador y reconstructor de la ciudad. Paulatinamente las cosas iban tomando nuevo aspecto. Roma volvía de nuevo a ser, en realidad, el centro del mundo, y de todas partes confluían a ella huéspedes ilustres.
En 1368 el pontífice romano reconcilió la Santa Sede con el Sacro Imperio. El emperador Carlos IV fue coronado en Roma; y en 1369 logró también un acercamiento con el emperador bizantino Juan V Paleólogo quien, buscando apoyo contra los turcos que amenazaban Constantinopla, se convirtió al catolicismo en una ceremonia de abjuración el 18 de octubre. Al menos por un corto período de tiempo la Iglesia se mostraba unida.

### Expansión misionera
Las órdenes mendicantes prestaron a Urbano una ayuda eficaz. Después de haber establecido la jerarquía católica en Bulgaria, en Bosnia, en Moldavia, el papa envió a Albania cuatro obispos franciscanos con la misión de recorrer el pequeño Estado y de aumentar el número de los católicos. Por su mandato, veinticinco frailes menores recorrieron Valdaquia y Lituania; veinticuatro religiosos de la misma Orden fueron a Georgia. Pero la misión más famosa de todas las del pontificado de Urbano V fue la enviada a los mongoles, integrada asimismo por religiosos franciscanos. Urbano V puede ser considerado, por la labor misional promovida, como el mejor precursor de la moderna época misional de la Iglesia.

### Regreso a Aviñón
Una sublevación popular en Viterbo había producido en el papa Urbano una profunda impresión; aparte de esto, nunca había gozado de seguridad entre la movediza gente italiana; la nostalgia de su país nativo fue apoderándose poco a poco de su ánimo. En mayo de 1370 hizo pública en Montefiascone su resolución de regresar a Aviñón.
En 1367 había muerto Albornoz, lo que supuso el reinicio de las sublevaciones que el cardenal, durante su mandato como legado, había suprimido. La pérdida de su colaborador, unida a la reanudación de las hostilidades entre Francia e Inglaterra, inmersas en la Guerra de los Cien Años, tras un periodo de paz conseguido en 1360 con el tratado de Brétigny, y el peligro constante en el que se hallaba Aviñón por las incursiones de los mercenarios de Luis de Anjou en la Provenza; determinaron a Urbano V a retornar a Aviñón.
El 5 de septiembre de 1370 Urbano abandonaba Roma, tras una estancia en la misma de casi tres años, y volvía a fijar la sede pontificia en Aviñón. Moriría allí a los dos meses de su llegada, el 19 de diciembre de 1370, como se lo había pronosticado la monja sueca Santa Brígida. Primero fue enterrado en la catedral de Aviñón y luego sus restos fueron trasladados a la abadía de San Víctor según su deseo.

### Otras obras

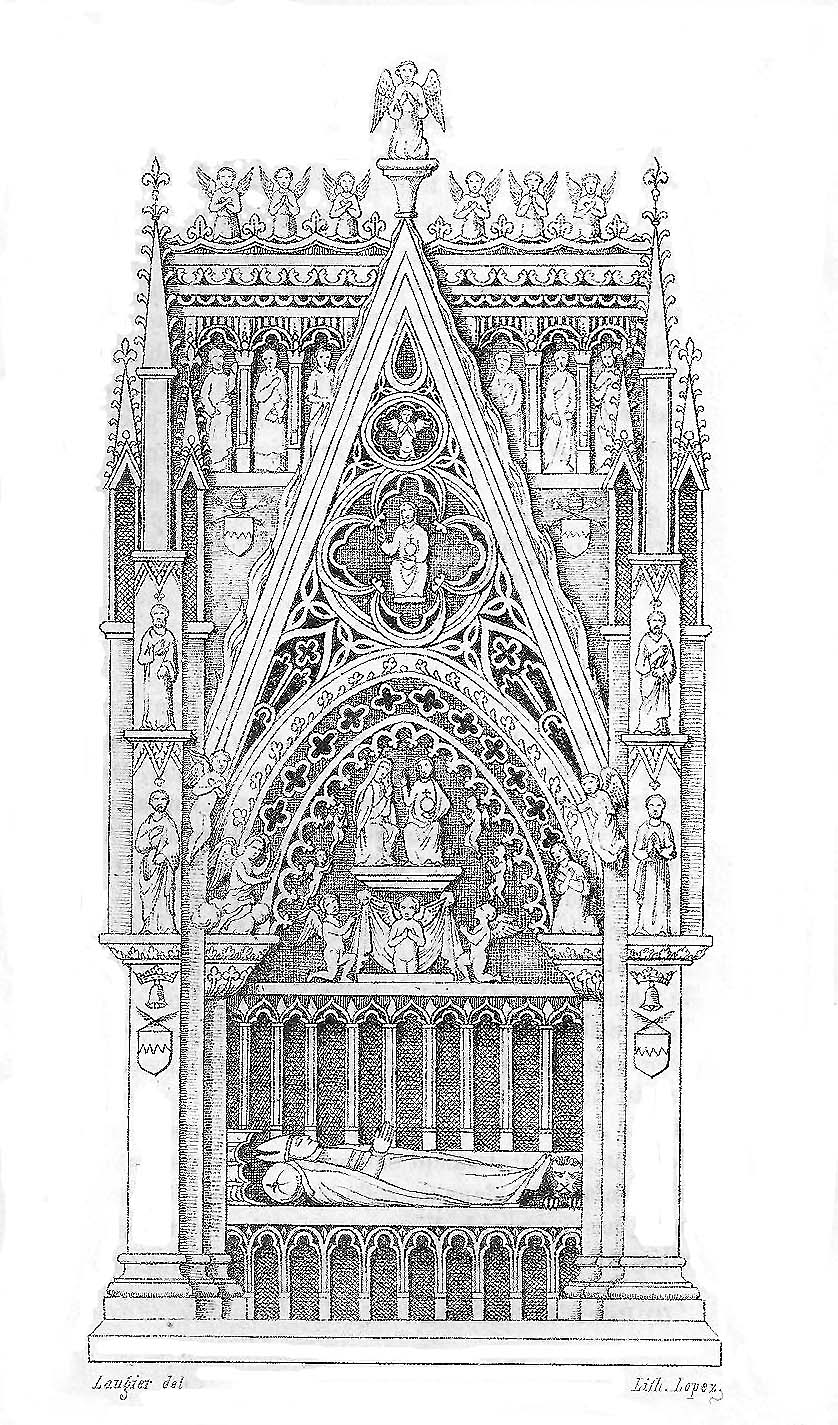
Grabado de la antigua tumba del papa Urbano V

Urbano V es considerado por los contemporáneos como hombre de gran piedad, ferviente reformador y que tenía gran aprecio por el estudio, de hecho, es considerado como el primer papa humanista de la historia de la Iglesia. Durante su pontificado se fundaron las universidades de Cracovia, Orange y Viena a las que no dudó en acoger bajo su protección; se fortificó y embelleció la ciudad de Aviñón y durante su estancia en Roma, dio otra cara a la ciudad, restaurando todas sus basílicas y algunas edificaciones importantes.

## Beatificación

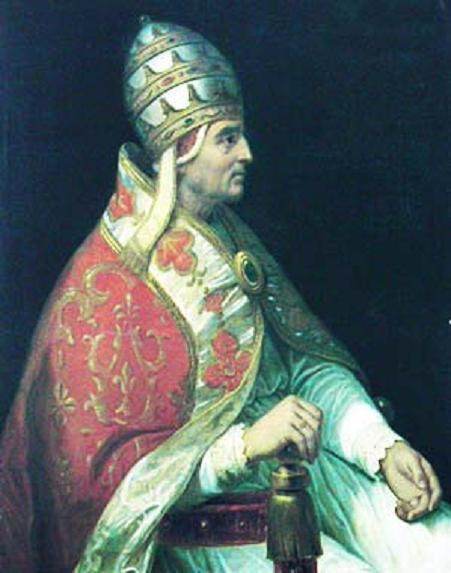
Retrato póstumo, realizado por Henri Serrur en el

Gregorio XI había aprovechado su estancia en la abadía de San Víctor para ordenar una investigación sobre la "fama de santidad" de su predecesor. Durante meses, los notarios papales redactaron miles de certificados que recogen los milagros atribuidos a Urbano V, trabajo que se interrumpe en 1379. Curiosamente el proceso se abre nuevamente en 1390 por el antipapa de Aviñón, Clemente VII, durante el tiempo del gran cisma.
Luego de la reunificación de la Iglesia, el proceso de Urbano V, tuvo que esperar casi cuatro siglos para ser beatificado. Fue el papa Pío IX quien reconoció su culto el 10 de marzo de 1870.
La tumba de Urbano V en la abadía de San Víctor de Marsella fue destruida en la época de la revolución, no se sabe si sus restos fueron esparcidos o escondidos, hoy solo se pueden apreciar en la pared del coro los restos de las columnas y un pináculo roto, con una serie de arcos en piedra.

## En la literatura
Las profecías de San Malaquías se refieren al papa Urbano V como Gallus vicecomes (Vizconde galo), cita que hace referencia a título nobiliario, vizconde, y a su origen francés.